# The Class of '92
The Class of '92 is een Britse documentaire-film uit 2013, uitgebracht op 1 december van dat jaar.
De film draait om de opkomst van zes jonge voetballers bij Manchester United FC - Phil Neville, Gary Neville, Ryan Giggs, Paul Scholes, Nicky Butt en David Beckham - en beschrijft hun loopbaan voor Manchester United vanaf 1992.